# Ismael Debjani
Ismael Debjani (Charleroi, 25 settembre 1990) è un mezzofondista belga di origine marocchina, specializzato nei 1500 metri piani.

## Biografia
Figlio di immigrati marocchini, Debjani è stato attivo nei circuiti nazionali a partire dal 2012. Dopo aver esordito a livello internazionale con la nazionale belga nel 2016 agli Europei di Amsterdam, nel 2017 Debjani ha fatto proprio record nazionale nei 1500 metri piani e partecipato al suo primo Mondiale a Londra.

## Palmarès
| Anno | Manifestazione  | Sede      | Evento       | Risultato  | Prestazione | Note                                     |
| ---- | --------------- | --------- | ------------ | ---------- | ----------- | ---------------------------------------- |
| 2016 | Europei         | Amsterdam | 1500 m piani | 11º        | 3'49"12     |                                          |
| 2017 | Mondiali        | Londra    | 1500 m piani | Batteria   | 3'43"71     |                                          |
| 2018 | Europei         | Berlino   | 1500 m piani | 8º         | 3'39"48     |                                          |
| 2019 | Mondiali        | Doha      | 1500 m piani | Batteria   | 3'39"11     |                                          |
| 2021 | Giochi olimpici | Tokyo     | 1500 m piani | Semifinale | 3'42"18     |                                          |
| 2022 | Mondiali indoor | Belgrado  | 1500 m piani | Batteria   | 3'39"47     |                                          |
| 2022 | Mondiali        | Eugene    | 1500 m piani | Batteria   | 3'39"96     |                                          |
| 2022 | Europei         | Monaco    | 1500 m piani | 12º        | 3'43"28     |                                          |
| 2023 | Europei indoor  | Istanbul  | 1500 m piani | 7º         | 3'40"06     |                                          |
| 2023 | Mondiali        | Budapest  | 1500 m piani | Batteria   | 3'39"73     |                                          |
| 2024 | Europei         | Roma      | 1500 m piani | Batteria   | 3'42"57     | Miglior prestazione personale stagionale |

## Campionati nazionali
2012
- 5º ai campionati belgi, 800 m piani - 1'52"78

2014
- Oro ai campionati belgi, 800 m piani - 1'49"51

2015
- 5º ai campionati belgi, 800 m piani - 1'49"48

2016
- Bronzo ai campionati belgi, 1500 m piani - 3'53"99

2017
- Argento ai campionati belgi, 1500 m piani - 3'48"44

2021
- 5º ai campionati belgi, 800 m piani - 1'51"51
- 4º ai campionati belgi indoor, 1500 m piani - 3'49"52

2022
- Oro ai campionati belgi, 5000 m piani - 13'33"04
- 4º ai campionati belgi indoor, 3000 m piani - 7'53"16

## Altre competizioni internazionali
2016
- 14º al Memorial Van Damme ( Bruxelles), 1500 m piani - 3'36"23

2018
- 8º al Meeting de Paris ( Parigi), 1500 m piani - 3'35"71

2019
- 11º ai Bislett Games ( Oslo), miglio - 3'5"37
- 13º al Memorial Van Damme ( Bruxelles), 1500 m piani - 3'40"04
- 6º alla BOclassic ( Bolzano) - 29'07"

2020
- 4º al Memorial Van Damme ( Bruxelles), 1500 m piani - 3'38"00

2021
- 5º ai Bislett Games ( Oslo), miglio - 3'52"70
- 11º al Memorial Van Damme ( Bruxelles), 1500 m piani - 3'43"08

2022
- 5º al Meeting international Mohammed VI d'athlétisme de Rabat ( Rabat), 1500 m piani - 3'34"39